# Вишняки (Одеска област)
Вишняки (на украински: Вишняки) е село в южна Украйна, в състава на селски съвет Вознесенка Перша в Болградски район на Одеска област. Населението му според преброяването през 2020 г. е 513 души.

## Население

### Езици
Численост и дял на населението по роден език, според преброяването на населението през 2001 г.:
| Роден език | Численост | Дял (в %) |
| Общо       | 632       | 100.00    |
| Руски      | 246       | 38.92     |
| Молдовски  | 208       | 32.91     |
| Украински  | 134       | 21.20     |
| Български  | 36        | 5.69      |
| Гагаузки   | 7         | 1.10      |
| Други      | 1         | 0.15      |